# Marcillé-Raoul
 Marcillé-Raoul  es una población y comuna francesa, situada en la región de Bretaña, departamento de Ille y Vilaine, en el distrito de Fougères y cantón de Antrain.

## Demografía
| 710 | 712 | 755 | 677 | 683 | 660 |
| Para los censos de 1962 a 1999 la población legal corresponde a la población sin duplicidades (Fuente: INSEE [Consultar]) |     |     |     |     |     |